# La Muela (Soria)
La Muela es una localidad de la provincia de Soria, partido judicial de Soria, comunidad autónoma de Castilla y León, España. Pueblo de la Comarca de Soria que pertenece al municipio de Golmayo.

## Población
En el año 1981 contaba con 84 habitantes, concentrados en el núcleo principal, pasando a 12 habitantes (INE 2000) y a 7 en  2014.
Su ayuntamiento se halla agrupado al de Golmayo. 

## Historia
El censo de Pecheros de 1528, en el que no se contaban eclesiásticos, hidalgos y nobles, registraba la existencia de 14 pecheros, es decir unidades familiares que pagaban impuestos. Pertenecía a la Comunidad de villa y tierra de Calatañazor.
A la caída del Antiguo Régimen la localidad se constituye en municipio constitucional en la región de Castilla la Vieja, partido de Soria  que en el censo de 1842 contaba con 23 hogares y 92 vecinos.
A mediados del siglo XIX este municipio desaparece porque se integra en Nafría la Llana, contaba entonces con 23 hogares y 92 habitantes.

## Lugares de interés
- Iglesia parroquial de San Agustín, con pila bautismal románica.